# مطار ماكاو الدولي
يعتر مطار ماكاو الدولي (إياتا: MFM، إيكاو: VMMC)(بالصينية: 澳門國際機場)(بالبرتغالية: Aeroporto Internacional de Macau) الذي يقع في جزيرة تايبا المطار الوحيد في منطقة ماكاو الإدارية الخاصة. افتتح المطار للعمل التجاري في نوفمبر 1995، ويعد منذ افتتاحة نقطة الوصل بين الأراضي الصينية وجزيرة تايوان، حيث تمنع السلطات الصينية الرحلات الجوية المباشرة بين الصين وتايوان. كما يعد المطار مركزاً للمسافرين إلى الصين ودول جنوب شرق آسيا.
يحظى المطار بمكاتب جمارك وقوانين ضريبة مستقلة عن الجمارك الصينية، ولذلك تعامل الرحلات من وإلى الصين معاملة الرحلات الدولية.

## تاريخ
تم افتتاح المطار في نوفمبر 1995 خلال الحكم البرتغالي لماكاو. و قبل افتتاحه، كان لماكاو مطاران مؤقتان للطائرات الصغيرة بالإضافة إلى عدد من مهابط الطائرات السمتية. و قامت كاثاي باسيفيك بتسيير رحلات بين هونغ كونغ وماكاو في الأربعينيات من القرن العشرين بواسطة طائرات بحرية. و في السنوات التي سبقت افتتاح المطار كان رحلات الطائرات السمتية بين هونغ كونغ وماكاو هي الرحلات الجوية الوحيدة في ماكاو، وكانت تدار بواسطة خطوط شرق آسيا الجوية.

## شركات الطيران

### الركاب
| شركـات طيـران            | الوجهات | Refs          |
| ------------------------ | --- | ------------- |
| طيران آسيا               | مطار كوتا كينابالو الدولي (تستأنف 17 يوليو 2023)، مطار كوالالمبور الدولي | [ 4 ]         |
| طيران الصين              | مطار ووهان الدولي | [ 5 ]         |
| طيران ماكاو              | مطار دون موينغ، مطار سوفارنابومي الدولي، مطار بكين العاصمة الدولي، مطار بكين داشينغ الدولي، مطار تشانغتشو بيننو، مطار جينغديو الجديد، مطار تشونغتشينغ جيانغبى الدولي، مطار دا نانغ الدولي، مطار فوتشو تشانغله الدولي، مطار قوييانغ لونغدونغابو الدولي، مطار هانغتشو شياوشان الدولي، مطار نوي باي الدولي، مطار حيفي شينكياو الدولي، مطار كاوهسيونغ الدولي، مطار نانجينغ الدولي، مطار نانينغ الدولي، مطار نينغبو ليش الدولي، مطار كانساي الدولي، مطار غينغادو جياودونغ الدولي، مطار إنتشون الدولي، مطار شانغهاي هونغكياو الدولي، مطار شانغهاي بودنغ الدولي، مطار شانغي سنغافورة، مطار تايوان تاويوان الدولي، مطار تاييوان وسو الدولي، مطار تيانجين الدولي، مطار ناريتا الدولي، مطار ونزهو يونجقيانج الدولي، مطار شيامن قاوتشي الدولي، مطار يانغزهو تايزهو، مطار ييوو، مطار تشنغتشو الدولي |               |
| بامبو إيرويز             | عارض: مطار كام رانه الدولي |               |
| Cambodia Airways         | Phnom Penh |               |
| Cambodia Angkor Air      | Phnom Penh |               |
| سيبو باسيفيك             | مطار كلارك الدولي، مطار نينوي أكوينو الدولي | [ 16 ] [ 17 ] |
| خطوط شرق الصين الجوية    | مطار نانجينغ الدولي، مطار شانغهاي هونغكياو الدولي، مطار شانغهاي بودنغ الدولي، مطار سنن شوفانغ الدولي |               |
| Donghai Airlines         | مطار نانتونغ شينغ دونغ |               |
| إيفا للطيران             | مطار كاوهسيونغ الدولي، مطار تايتشونغ، مطار تايوان تاويوان الدولي |               |
| خطوط هاينان الجوية       | مطار هايكو ميلان الدولي |               |
| Jeju Air                 | مطار إنتشون الدولي |               |
| Jin Air                  | مطار إنتشون الدولي |               |
| خطوط جونياو الجوية       | مطار شانغهاي بودنغ الدولي |               |
| الخطوط الجوية الفلبينية  | مطار نينوي أكوينو الدولي | [ 18 ]        |
| طيران آسيا (الفلبين)     | مطار نينوي أكوينو الدولي | [ 19 ]        |
| سكوت للطيران             | مطار شانغي سنغافورة |               |
| خطوط شانغهاي الجوية      | مطار شانغهاي هونغكياو الدولي، مطار شانغهاي بودنغ الدولي |               |
| خطوط شينزين الجوية       | مطار نانجينغ الدولي، مطار سنن شوفانغ الدولي |               |
| سبرينغ (شركة طيران)      | مطار هانغتشو شياوشان الدولي، مطار جييانغ شاوشان، مطار جينان الدولي، مطار شانغهاي بودنغ الدولي، مطار شنيانغ الدولي |               |
| ستارلوكس للطيران         | مطار تايوان تاويوان الدولي | [ 21 ]        |
| طيران آسيا (تايلاند)     | مطار دون موينغ، مطار تشيانغ مي، Phuket |               |
| Thai Summer Airways      | مطار يو تاباو الدولي | [ 22 ]        |
| Tigerair Taiwan          | مطار كاوهسيونغ الدولي، مطار تايتشونغ، مطار تايوان تاويوان الدولي | [ 23 ] [ 24 ] |
| T'way Air                | مطار إنتشون الدولي |               |
| الخطوط الجوية الفيتنامية | مطار نوي باي الدولي | [ 25 ]        |
| خطوط زيامن الجوية        | مطار فوتشو تشانغله الدولي، مطار هانغتشو شياوشان الدولي، مطار جينجيانغ تشيوانتشو، مطار شيامن قاوتشي الدولي | [ 26 ]        |

### الشحن
| شركـات طيـران         | الوجهات | Refs   |
| --------------------- | --- | ------ |
| MASKargo              | مطار كوالالمبور الدولي | [ 27 ] |
| الخطوط الجوية القطرية | مطار أوهير الدولي، مطار حمد الدولي، مطار غوادالاخارا الدولي، مطار جورج بوش الدولي، مطار لييج، مطار لوس أنجلوس الدولي، مطار بينيتو خواريز الدولي، مطار شانغي سنغافورة، مطار ناريتا الدولي | [ 30 ] |
| خطوط أس أف الجوية     | مطار جناح الدولي |        |
| الخطوط الجوية التركية | مطار إسطنبول الدولي |        |